# Carina Berg
Carina Lilly Berg Luuk (Åkersberga, 11 november 1977) is een Zweeds comédienne en presentatrice. 

## Carrière
Na haar studies ving Bergs mediacarrière aan bij een lokaal station van staatsradio Sveriges Radio in de provincie Västernorrlands län. Hierna presenteerde ze tussen 2003 en 2005 samen met Peter Erixon het programma "Morgonpasset" voor Sverges Radio P3. Daarnaast was ze een sidekick van Annika Lantz in haar show Lantz i P3. In 2008 en 2009 werkte ze samen met Daniel Breitholtz aan de show "Äntligen helg med Breitholtz och Berg" op het radiostation Mix Megapol.
In 2005 maakte Berg haar eerste opwachting op de televisie. Ze presenteerde het programma "God natt, Sverige" samen met Kristian Luuk, met wie ze later trouwde. In 2006 presenteerde ze de komedieshow "Lilla vi (tar stor plats...)"' en in 2007 "Förkväll", beide op TV4. Bovendien presenteerde ze in 2007 samen met Carolina Gynning de Zweedse versie van de talentenjacht Idols. In 2008 presenteerde ze "Stjärnor på is", opnieuw met Gynning. Ook won ze dat jaar de prijs voor beste vrouwelijke Zweedse televisiepresentator. Berg presenteerde in 2009 de show "Snillen snackar" op Kanal5. Haar langstdurende klus in de Zweedse televisiewereld ving aan in 2008 en duurde tot 2012 bij Kanal5, Berg presenteerde toen het programma "Berg flyttar in", waarin ze elke aflevering bij bekende Zweden overnachtte. Dankzij haar succes met de show, besloot ze bij Kanal5 te blijven en in 2012 het eerste Zweedse seizoen van The Voice. In 2013 kreeg Berg haar eigen talkshow genaamd "Bergs bärbara talkshow". Haar meest recente televisieklus begon in 2014, toen ze samen met Christine Meltzer het programma "Berg & Meltzer i Amerika" presenteerde. In dit programma reizen Meltzer en Berg door Amerika en ontmoeten enkele prominenten. In 2015 volgde een tweede seizoen door Europese landen.

## Overzicht programma's
- 2004: CP-magasinet
- 2005: God natt, Sverige
- 2006: Lilla Vi (tar stor plats...)
- 2006–2007: Förkväll
- 2007: Idol 2007
- 2008: Stjärnor på is
- 2008–2012: Berg flyttar in
- 2009: Snillen snackar
- 2012: The Voice
- 2013: Bergs bärbara talkshow
- 2014: Berg & Meltzer i Amerika
- 2015: Berg & Meltzer i Europa
- 2015: Ett jobb för Berg